# إعصار ألويس
كان إعصار ألويس من أقوى الأعاصير المدارية من مواسم الأعاصير في المحيط الأطلسي عام 1975. شكلت عاصفة ألويس عاصفة مدارية خامسة وإعصار رابع وإعصار رئيسي ثاني لهذا الموسم انخفاض لمداري في 13 أيلول/سبتمبر إلى الشرق من جزر فرجن. الامخفاض وصل إلى الغرب وتكثف إلى ان أصبح عاصفة استوائية في حين يمر إلى الشمال من بورتوريكو. بإيجاز بلغ ألويس شدة الإعصار بعد ذلك بقليل ولكن تضاعف مرة أخرى إلى ان أصبح عاصفة استوائية عند اليابسة على مدى هيسبانيولا. ظهر ألويس في المياة المفتوحة شمال منطقة الكاريبي وضرب شمال شبه جزيرة يوكاتان، اتجه شمالا وبدأ بالتكثف. في خليج المكسيك، زادت سرعة الإعصار وأصبحت إعصار الفئة 3 يوم 23 أيلول/سبتمبر. وأدلى ألويس اليابسة جنبا إلى جنب فلوريدا غرب مدينة بنما قبل أن ينتقل الداخلية عبر ولاية ألاباما ومبددا يوم 24 أيلول/سبتمبر.
نتج عن العاصفة هطول الأمطار الغزيرة في جميع أنحاء جزر بويرتو ريكو وهيسبانيولا، تسبب في فيضانات واسعة النطاق التي أدت إلى أضرار بالغة ومقتل أكثر من 40. أصبح آلاف من الناس في هذه المناطق بلا مأوى كما غمرت مياه الفيضانات العديد من المجتمعات المحلية. تأثرت كوبا بدرجة اقل بتقدم ألويس غربا.حوالي 100 ألف من السكان الذين تم إجلاؤهم من منطقة ساحل الخليج. ولد ألويس هبوب الرياح لتكوين اليابسة في فلوريدا، من 155 ميلا في الساعة (249 كم/ساعة)، التي قامت بهدم مئات المباني في المنطقة. الرياح الشديدة وموجات العاصفة تركت العديد من شواطئ ويبرس والهياكل الساحلية الأخرى مدرمة بشكل كبير.
امتدت الأضرار المتصلة بالرياح إلى داخل ألاباما وجورجيا. كذلك الشمال، هطلت أمطار غزيرة على طول كامل الساحل الشرقي للولايات المتحدة محدثة فيضان لم يسبق له مثيل وبعيد المدى، لا سيما في دول وسط الأطلنطي. توفي شخص 17 آخرين في تلك المنطقة، نتيجة لفيضان المياه العذبة من عاصفة بوستتروبيكال؛ الآثار الجيولوجية والهياكل الأساسية كانت مشابهة لتلك التي حدثت في إعصار اغنيس ‏ قبل عدة سنوات. في جميع أنحاء الولايات المتحدة بلغت الأضرار حوالي 560 دولار مليون. قتل بسبب العاصفة 80 شخصا على طول مسارها برمتها؛ نتيجة للضرر الشديد، كان اسم «ألويس» تقاعد من المسميات للأعاصير المدارية في الأطلسي.

## وصلات خارجية
- الأولى ألويس إعصار[وصلة مكسورة]
- الأمطار «ألويس إعصار» موجز